# Robert Maschke

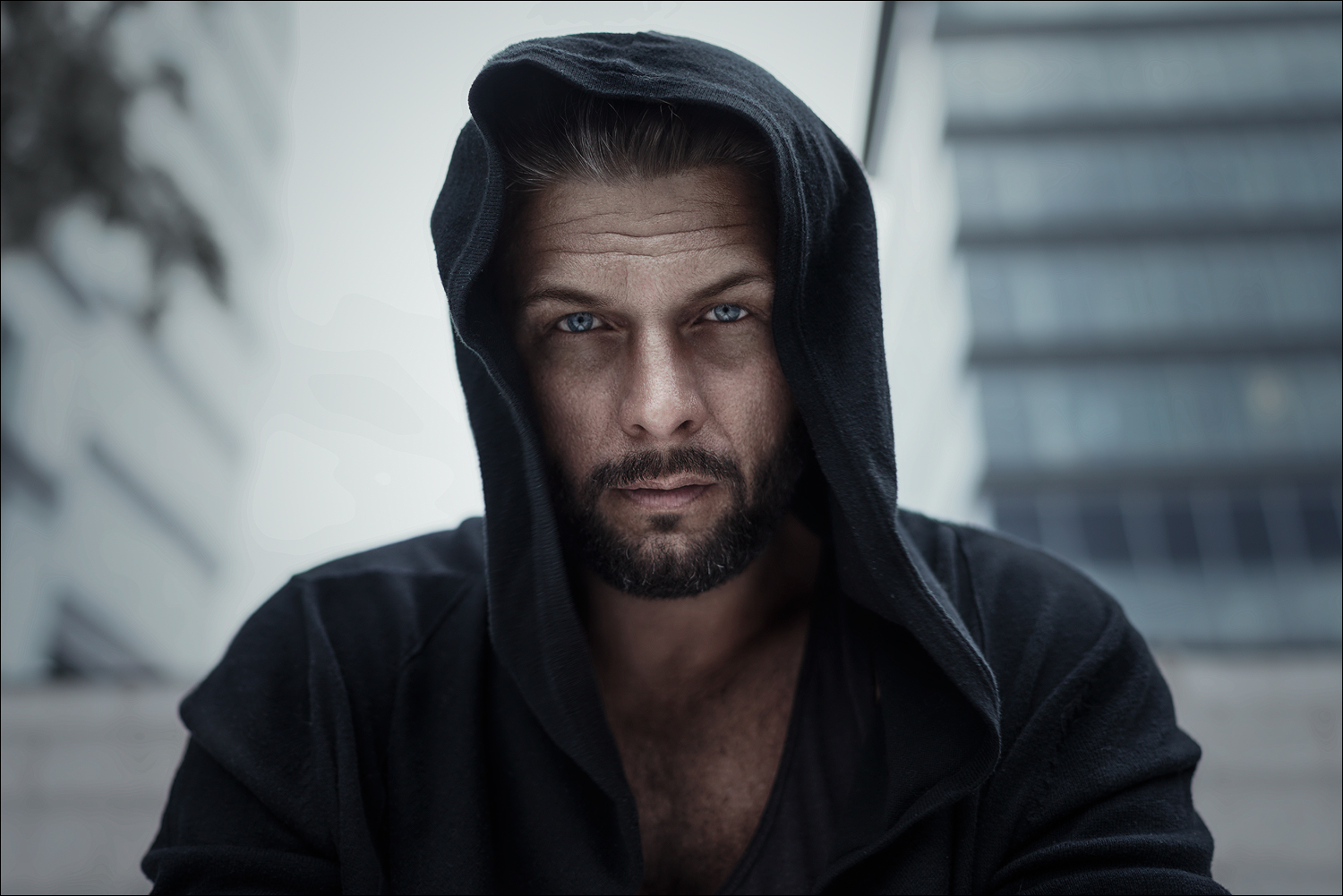
Robert Maschke (2020)

Robert Maschke (* 1979 in Wien) ist ein deutscher Fotograf aus Köln. Er ist vor allem für seine künstlerische Porträtfotografie von Hip-Hop-Musikern und Comedians sowie als Werbefotograf bekannt.

## Werdegang
Robert Maschke wurde 1979 in Wien geboren. Zunächst betätigte er sich als Mode- und Textilgestalter, bevor er seinen Schwerpunkt in die Mediengestaltung verlegte. Ein Jahr später kaufte er sich mit der Canon EOS 300D seine erste digitale Spiegelreflex-Kamera. Zunächst übte er mit Aufnahmen von Natur-Motiven und Architektur. Nachdem er in die Porträtfotografie gewechselt war, folgten erste Veröffentlichungen seiner Bilder in Magazinen und kurz darauf Auftragsarbeiten von Privatkunden. Maschke konzentrierte sich fortan vollständig auf die professionelle Fotografie. Um neben der künstlerischen Arbeit auch kommerzielle Aufträge bearbeiten zu können, knüpfte Maschke den Kontakt zu Werbeagenturen. So schloss er als Werbefotograf Kooperationen mit Technologie- und Industrieunternehmen.
Im Jahr 2011 schoss Maschke das Covermotiv zum Album Ist das schön! von Hugo Egon Balder. 2015 veranstaltete er sowohl beim Duesseldorf Photo Weekend als auch in Zusammenarbeit mit Sony in Berlin Workshops. Unter dem Titel Portraits – Low Light Extrem hielt er auf der Fotografie- und Reise-Messe Photo+Adventure einen weiteren Workshop ab.
Ab 2016 trat Maschke verstärkt als Fotograf für die Cover diverser Rap-Alben in Erscheinung. So zeichnete er verantwortlich für Alben von Kollegah, KC Rebell, Azad und weiteren Künstlern. Zudem fotografierte er Porträts zahlreicher Hip-Hop-Musiker und Comedians. Zu seinen Motiven zählten unter anderem Chris Tall und Jan Böhmermann.
Ende 2020 wirkte Maschke im RTL-Format Der König der Kindsköpfe mit. Im Rahmen des Spiels Germany’s next CoverBoy fotografierte er die Kandidaten Mario Barth, Oliver Pocher und Chris Tall.